# Бер-Данс (Монтана)
Бер-Данс (англ. Bear Dance) — переписна місцевість (CDP) в США, в окрузі Лейк штату Монтана. Населення — 281 особа (2020).

## Географія
Бер-Данс розташований за координатами 47°54′7″ пн. ш. 114°1′38″ зх. д. / 47.90194° пн. ш. 114.02722° зх. д. (47.901904, -114.027316).  За даними Бюро перепису населення США в 2010 році переписна місцевість мала площу 7,19 км², уся площа — суходіл.

## Демографія
Згідно з переписом 2010 року, у переписній місцевості мешкало 275 осіб у 123 домогосподарствах у складі 89 родин. Густота населення становила 38 осіб/км².  Було 307 помешкань (43/км²).
Расовий склад населення:
| - 95,3 % — білих - 0,7 % — корінних американців - 3,3 % — осіб інших рас |

До двох чи більше рас належало 0,7 %. Частка іспаномовних становила 7,6 % від усіх жителів.
За віковим діапазоном населення розподілялося таким чином: 19,6 % — особи молодші 18 років, 52,0 % — особи у віці 18—64 років, 28,4 % — особи у віці 65 років та старші. Медіана віку мешканця становила 50,6 року. На 100 осіб жіночої статі у переписній місцевості припадало 113,2 чоловіків;  на 100 жінок у віці від 18 років та старших — 106,5 чоловіків також старших 18 років.
Цивільне працевлаштоване населення становило 112 особи. Основні галузі зайнятості: будівництво — 29,5 %, сільське господарство, лісництво, риболовля — 12,5 %, роздрібна торгівля — 11,6 %, фінанси, страхування та нерухомість — 11,6 %.